# Phygadeuon niger
Phygadeuon niger là một loài tò vò trong họ Ichneumonidae.